# Џон Алфред Луш
Џон Алфред Луш (енгл. John Alfred Lush, 21. март 1815 ― 4. август 1888) је био енглески либерални политичар и посланик у Дому комуна од 1868. до 1880. године.

## Каријера
Рођен је 21. марта 1815. као син Џона Луша и Марте Келевеј. Радио је као доктор медицине на Универзитету у Сент Ендрузу и лекар опште праксе у Солсберију. Био је члан Краљевског колеџа лекара у Лондону и један од власника психијатријске болнице Фишертон Хаус у Солсберију. 
Био је судија и одборник Солсберија, чији је градоначелник био од 1866. до 1867. године. На општим изборима 1868. је изабран за посланика у Солсберију, ту функцију је обављао до 1880. године.
Оженио се Саром Мартом Финч, ћерком В. Ц. Финча из Солсбера, маја 1853. године. Преминуо је 4. август 1888.